# Nemoscolus
Nemoscolus Simon, 1895 è un genere di ragni appartenente alla famiglia Araneidae.

## Caratteristiche
Sono ragni di grandezza da 9 a 11 mm; i maschi sono più piccoli delle femmine.

### Cefalotorace
Il colore del cefalotorace varia da castano scuro a nero. La linea oculare posteriore è fortemente ricurva. Le zampe sono di colore leggermente più chiaro, escluso le coxae e l'ultimo segmento del femore e della tibia.

### Opistosoma
L'opistosoma ha forma cilindrica piuttosto pronunciata nelle femmine. Sul dorso presenta un insieme di macchie bianche e bruno scure o nere, somigliante ad una scacchiera.

### Organi sessuali
L'epigino è costituito da una placca triangolare e un'apofisi mediana con un piccolo processo digitiforme. 
Il pedipalpo presenta una lunga filiera simile alle specie del genere Cyclosa Menge, 1868.

## Etologia
La ragnatela presenta nella sua zona centrale un piccolo ricovero di seta, di forma conica ed aperto verso il basso. Questo rifugio è ancorato solidamente ad un ramo o ad una sporgenza di roccia ed è contornato dai resti delle prede. Dalla sua base si dipartono i raggi che ampliano e caratterizzano la forma della tela stessa. 

## Distribuzione
Le 15 specie oggi note di questo genere sono state rinvenute in Africa ed Europa meridionale.

## Tassonomia
Dal 1992 non sono stati esaminati esemplari di questo genere.
A dicembre 2013, si compone di 15 specie:
- Nemoscolus affinis Lessert, 1933 - Congo
- Nemoscolus caudifer Strand, 1906 - Africa occidentale
- Nemoscolus cotti Lessert, 1933 - Mozambico
- Nemoscolus elongatus Lawrence, 1947 - Sudafrica
- Nemoscolus kolosvaryi Caporiacco, 1947 - Uganda
- Nemoscolus lateplagiatis Simon, 1907 - Guinea-Bissau
- Nemoscolus laurae (Simon, 1868)[2] - Mediterraneo occidentale
- Nemoscolus niger Caporiacco, 1936 - Libia
- Nemoscolus obscurus Simon, 1897 - Sudafrica
- Nemoscolus rectifrons Roewer, 1961 - Senegal
- Nemoscolus semilugens Denis, 1966 - Libia
- Nemoscolus tubicola (Simon, 1887) - Sudafrica
- Nemoscolus turricola Berland, 1933 - Mali
- Nemoscolus vigintipunctatus Simon, 1897 - Sudafrica
- Nemoscolus waterloti Berland, 1920 - Madagascar